# Adolf Rüütel
Adolf Rüütel (* 3. Septemberjul. / 16. September 1906greg. in Cēsis, Gouvernement Livland; † 4. August 1981 in Tallinn, Estnische SSR) war ein estnischer Fußballspieler und -funktionär.

## Karriere
Adolf Rüütel wurde im Jahr 1906 in Cēsis (deutsch: Wenden), Gouvernement Livland geboren. Von 1924 bis 1930 besuchte er ein Gymnasium in Tallinn. Von 1936 bis 1940 studierte Rüütel an der Universität Tartu Rechtswissenschaften. Neben seiner Beruflichen Karriere spielte er ab 1925 Fußball. In der Saison 1925 spielte er für den JK Tallinna Kalev, mit dem er Vizemeister wurde. Mindestens von 1929 bis 1931 und im Jahr 1933 spielte er beim Stadtrivalen Tallinna JK. Dort wurde er mit der Mannschaft einmal Vizemeister und dreimal dritter. Von 1930 bis 1931 spielte Rüütel viermal in der Estnischen Fußballnationalmannschaft, eine Partie davon während des Baltic Cup 1930 in Litauen. Ab 1937 war er im Vorstand des Tallinna JK. Neben seinem Studium arbeitete Rüütel von 1926 bis 1940 als Bankkaufmann. Im Zweiten Weltkrieg diente er als Soldat in der Roten Armee. Er überlebte den Krieg und arbeitete später als Wirtschaftsprüfer und Steuerberater in der nun zur Sowjetunion gehörenden Teilrepublik Estland, wo er im Jahr 1981 im Alter von 74 Jahren in Tallinn starb.